# Terry Lee Brown Jr.
Terry Lee Brown Jr., de son vrai nom Norman Feller, est un DJ et producteur de house et de tech house.

## Biographie
A faire